# چارلز کالن
چارلز کالن (به انگلیسی: Charles Cullen) (زاده ۲۲ فوریه ۱۹۶۰) یک قاتل زنجیره‌ای آمریکایی است که در طول شانزده سال زندگی حرفه‌ای خود به عنوان پرستار در نیوجرسی به قتل تا چهل نفر اعتراف کرد. با این حال، در مصاحبه‌های بعدی با پلیس، روان‌پزشکان و روزنامه‌نگاران، آشکار شد که او تعداد بیشتری را کشته‌است، او نمی‌توانست به‌طور خاص نام آنها را به خاطر بسپارد، اگرچه اغلب می‌توانست جزئیات قتل آنها را به خاطر بسپارد. کارشناسان تخمین زده‌اند که کالن ممکن است در نهایت مسئول ۴۰۰ مرگ باشد که او را به پرکارترین قاتل زنجیره‌ای در تاریخ تبدیل می‌کند. در حال حاضر او ۲۹ قربانی تأیید شده دارد.

## اوایل زندگی
چارلز کالن در ۲۲ فوریه ۱۹۶۰ در اورنج غربی، نیوجرسی به دنیا آمد. او در یک خانواده کاتولیک ایرلندی از طبقه کارگر، کوچک‌ترین فرزند از هشت فرزند، بزرگ شد. پدرش ادموند، راننده اتوبوس، در ۱۷ سپتامبر ۱۹۶۰، زمانی که چارلز هفت‌ماهه بود، درگذشت. کالن بعداً دوران کودکی خود را «بدبخت» توصیف کرد و مدعی شد که دائماً توسط همکلاسی‌ها و دوست‌پسرهای خواهرانش مورد آزار و اذیت قرار گرفته‌است. زمانی که او ۹ ساله بود، اولین بار دست به خودکشی با نوشیدن مواد شیمیایی کرد.
سال بعد، کالن دبیرستان را رها کرد و در نیروی دریایی ایالات متحده نام‌نویسی کرد و در آنجا با ناوگان زیردریایی خدمت کرد. او آموزش‌های اولیه و معاینات روان‌شناختی دقیق مورد نیاز برای خدمه زیردریایی را با موفقیت گذراند، ولی او در دوران حضورش در نیروی دریایی مناسب نبود و توسط همکارش مورد آزار و اذیت قرار می‌گرفت.
کالن در سال ۱۹۸۴ به دلایل نامشخصی از نیروی دریایی مرخص شد. مدت کوتاهی پس از ترخیص، کالن در دانشکده پرستاری بیمارستانی در مونتکلر، نیوجرسی ثبت نام کرد. او که به عنوان رئیس کلاس پرستاری خود انتخاب شد، در سال ۱۹۸۶ فارغ‌التحصیل شد و در بخش سوختگی مرکز پزشکی سنت بارناباس در لیوینگستون شروع به کار کرد.

## قتل‌ها
اولین قتلی که کالن بعداً به آن اعتراف کرد در سنت بارناباس رخ داد. در ۱۱ ژوئن ۱۹۸۸، او دوز بیش از حد کشنده داخل داروی وریدی را به یک بیمار تجویز کرد. کالن در نهایت به کشتن چندین بیمار دیگر در سنت بارناباس اعتراف کرد، از جمله یک بیمار مبتلا به ایدز که پس از مصرف بیش از حد انسولین درگذشت. کالن سنت بارناباس را در ژانویه ۱۹۹۲ هنگامی که مقامات بیمارستان شروع به بررسی کیسه‌های آلوده برای تزریق وریدی کردند، ترک کرد. تحقیقات بعداً مشخص کرد که کالن به احتمال زیاد مسئول این کار بوده و منجر به مرگ ده‌ها بیمار در بیمارستان شده‌است.

## دستگیری
کالن در ۱۲ دسامبر ۲۰۰۳ در داخل یک رستوران دستگیر شدو در بازداشتگاه در مقابل همکارش(هم شیفتی)اعتراف کرد. به یک فقره قتل و یک فقره اقدام به قتل متهم شد، علاوه بر این، کالن به کارآگاهان گفت که در طول ۱۶ سال زندگی حرفه ای خود، ۴۰ بیمار را به قتل رسانده‌است. در آوریل ۲۰۰۴، کالن در دادگاه نیوجرسی در برابر قاضی پل دبلیو آرمسترانگ به قتل ۱۳ بیمار و تلاش برای کشتن دو نفر دیگر با تزریق کشنده در زمانی که در سامرست مشغول به کار بود، اقرار کرد.
در ۲ مارس ۲۰۰۶، کالن توسط قاضی آرمسترانگ در نیوجرسی به یازده حبس ابد متوالی محکوم شد و تا سال ۲۴۰۳ واجد شرایط آزادی مشروط نیست.

## اقتباس سینمایی
- فیلم پرستار قاتل در سال ۲۰۰۸، به نویسندگی و کارگردانی اولی لومل، بر اساس زندگی چارلز کالن ساخته شد.[۱۰]
- در ۲۵ ژوئن ۲۰۲۰، کانال تلویزیونی بریتانیایی یک برنامه مستند بنام "چارلز کالن - کشتن برای مهربانی" را پخش کرد. که داستان پرستاری را تهیه کردند که به قتل ۴۰ بیمار در طول ۱۶ سال کار خود اعتراف کرد.[۱۱]

- فیلم سینمایی پرستار خوب محصول سال ۲۰۲۲ ساخته توبیاس لیندهولم بر اساس زندگی چارلز کالن ساخته شده‌است.[۱۲]